# Кадонна, Нило Эцио
Нило Кадонна (итал. Nilo Ezio Cadonna, родился в провинции Тренто, Королевство Италия — 4 сентября 1997, Тренто, Италия) — итальянский католический священник, богослов, участник Русского апостолата, деятель экуменического движения и антикоммунист.
Основатель центра «Христианская Россия» в Милане, руководил его деятельностью в Сериате, создал центр «Экуменическая Россия» в Риме и итальянско-русский центр «Владимир Соловьёв» в Падуе, а также Школу иконописания «Андрей Рублёв» в Тренто.

## Биография
В 1947 году, по окончании семинария в Архиепархии Тренто рукоположён в сан священника латинского обряда.
Заинтересовался православием, византийским обрядом, Россией — СССР, поступил в Папский Восточный институт в Риме. Проживал в Руссикуме. Получил право служения в византийском обряде, который практиковал в русской традиции. Работал среди советских Ди Пи в Триесте.

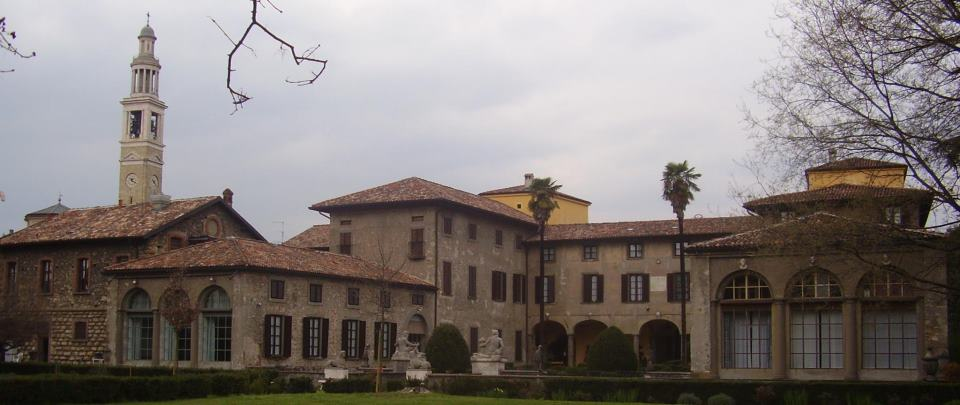
Вилла Амбивери, архитектурный и садово-парковый комплекс в Сериате — штб-квартира «Христианской России»

В 1957 году вместе с Романо Скальфи и группой единомышленников основал в Милане общественную организацию мирян католиков Ассоциация «Христианская Россия». Возглавлял структуры центра на вилле Амбивери, предоставленной итальянской благотворительницей Бетти Амбивери в Сериате, провинция Бергамо.
В 1976 году создал вместе с Сержио Мерканцин итал. Sergio Mercanzin центр «Экуменическая Россия» «итал. Centro Russia Ecumenica» в Риме и, чуть позже итальянско-русский центр «Владимир Соловьев» «итал. V. Solov'ev» в Падуе. В 1987 году основал Школу иконописания «Андрей Рублев» в Тренто «итал. Andreij Rublev» с хором «Никодим». Работал над идеей экуменического и межцерковного единства, занимался изучением восточнославянской православной религиозной культуры и помощью верующим и диссидентам в СССР и Восточной Европе.